# Ärgnål
Ärgnål (Chaenotheca furfuracea) är en lavart som först beskrevs av L., och fick sitt nu gällande namn av Tibell. Ärgnål ingår i släktet Chaenotheca och familjen Coniocybaceae.  Arten är reproducerande i Sverige. Inga underarter finns listade i Catalogue of Life.